# Indeed
Indeed is een zoekmachine voor vacatures. De vacaturesite werd gestart in 2004 en is in 2016 beschikbaar in 28 talen en in 63 landen. Het is een zogeheten metazoekmachine (verzamelwebsite). De website verzamelt informatie van andere websites, waaronder vacaturesites, websites van headhunters en vacaturepagina's van websites van bedrijven.

## Concurrentie
In 2016 was Indeed qua aantal bezoekers marktleider op dit gebied met meer dan 3 miljoen unieke bezoekers per maand. In Nederland zijn in 2017 achtereenvolgend Indeed, LinkedIn en Nationale Vacaturebank (onderdeel van De Persgroep) en Facebook de meest bezochte websites voor vacatures.

## Vestigingen
Bij Indeed werkten in 2016 meer dan 4.000 mensen en in juli 2017 meer dan 5.000. Het hoofdkantoor van Indeed is gevestigd in Austin. In Europa zijn er onder meer kantoren in Amsterdam, bij Brussel en in Dublin. Het bedrijf heeft buiten Europa vestigingen in onder andere Tokio, Bangalore, Hyderabad, Sao Paulo, Singapore, Sydney en Toronto.

## Geschiedenis

### 2004-2009
Indeed werd in 2004 opgericht door Paul Forster en Rony Kahan. In 2005 startte het bedrijf een pay-per-click-advertentiemodel voor vacatures. Sinds 2009 is het actief in Nederland en België.

### 2010-2014
In 2010 verscheen de mobiele app, aanvankelijk voor iPhone en iPad. Datzelfde jaar passeerde het bedrijf Monsterboard als grootste zoekmachine voor vacatures.
Sinds 2011 kunnen werkzoekenden op de website direct zelf naar banen solliciteren en een cv plaatsen. In 2012 kwam de app ook beschikbaar voor Android. Op 1 oktober 2012 werd Indeed overgenomen door de Japanse onderneming Recruit.

### 2015-heden
Op 1 juli 2016 meldde Recruit dat het ook een concurrent van Indeed, Simply Hired, had ingelijfd. Sindsdien is Simply Hired een publicatiepartner, dit betekent dat beide dezelfde informatie aanbieden. In 2017 werd Indeed hoofdsponsor van de Duitse Bundesliga club Eintracht Frankfurt. Het bedrijf was in deze rol de opvolger van brouwerij Krombacher.